# Robert Half
Robert Half (1918-2001), homem de negócios estadunidense.